# مترادف‌ها
مترادف‌ها (فرانسوی: Synonymes‎) فیلمی فرانسوی-اسرائیلی در ژانر درام به کارگردانی نِداو لاپید است که در سال ۲۰۱۹ به نمایش درآمد. این فیلم در شصت و نهمین جشنواره بین‌المللی فیلم برلین برندهٔ جوایز خرس طلایی و فیپرشی شد.